# Ayre (Sheading)

Ayre, Isle of Man

Ayre (Manx: Inver Ayre) ist ein Sheading auf der Isle of Man.
Es liegt im Norden der Insel und umfasst die Parishes Andreas, Bride und Lezayre. Im Osten liegt Garff im Süden Middle und im Westen Michael.

## Namensherkunft
Die Ableitung des Wortes Ayre ist vom altnordischen „eyrr“, was so viel wie Kiesstrand bedeutet. Es kommt von einem Sturmstrand, der eine schmale Landzunge aus Kiesel oder Sand bildet, die das landwärtige und seewärtige Ende einer flachen Bucht durchschneidet. Dadurch kann ein geschützter Wasserabschnitt teilweise vom Meer abgeschnitten werden und ein flaches Süßwasserloch bilden.

## Wahlen
Vor den Wahlen 2016 war Ayre einer der Wahlkreise des House of Keys. Heute ist das Gebiet Teil des Wahlkreises Ayre & Michael.

### Gewählte Vertreter
- 1980–1986 Clare Christian
- 1981–1985 John Norman Radcliffe

Ab 1985 hatte Ayre einen Sitz im House of Keys.
- 1986–2004 Edgar Quine
- 2004–2016 Eddie Teare